# Campur Asri (Karangjati)
Campur Asri is een bestuurslaag in het regentschap Ngawi van de provincie Oost-Java, Indonesië. Campur Asri telt 3146 inwoners (volkstelling 2010).